# Port-en-Bessin-Huppain
Port-en-Bessin-Huppain là một xã ở tỉnh Calvados, thuộc vùng Normandie ở tây bắc nước Pháp.

## Dân số
| Năm | 1962  | 1968  | 1975  | 1982  | 1990  | 1999  |
| --- | ----- | ----- | ----- | ----- | ----- | ----- |
| Dân số | 1 960 | 2 132 | 2 388 | 2 332 | 2 308 | 2 139 |
| From the year 1962 on: No double counting—residents of multiple communes (e.g. students and military personnel) are counted only once. |       |       |       |       |       |       |

## Hình ảnh

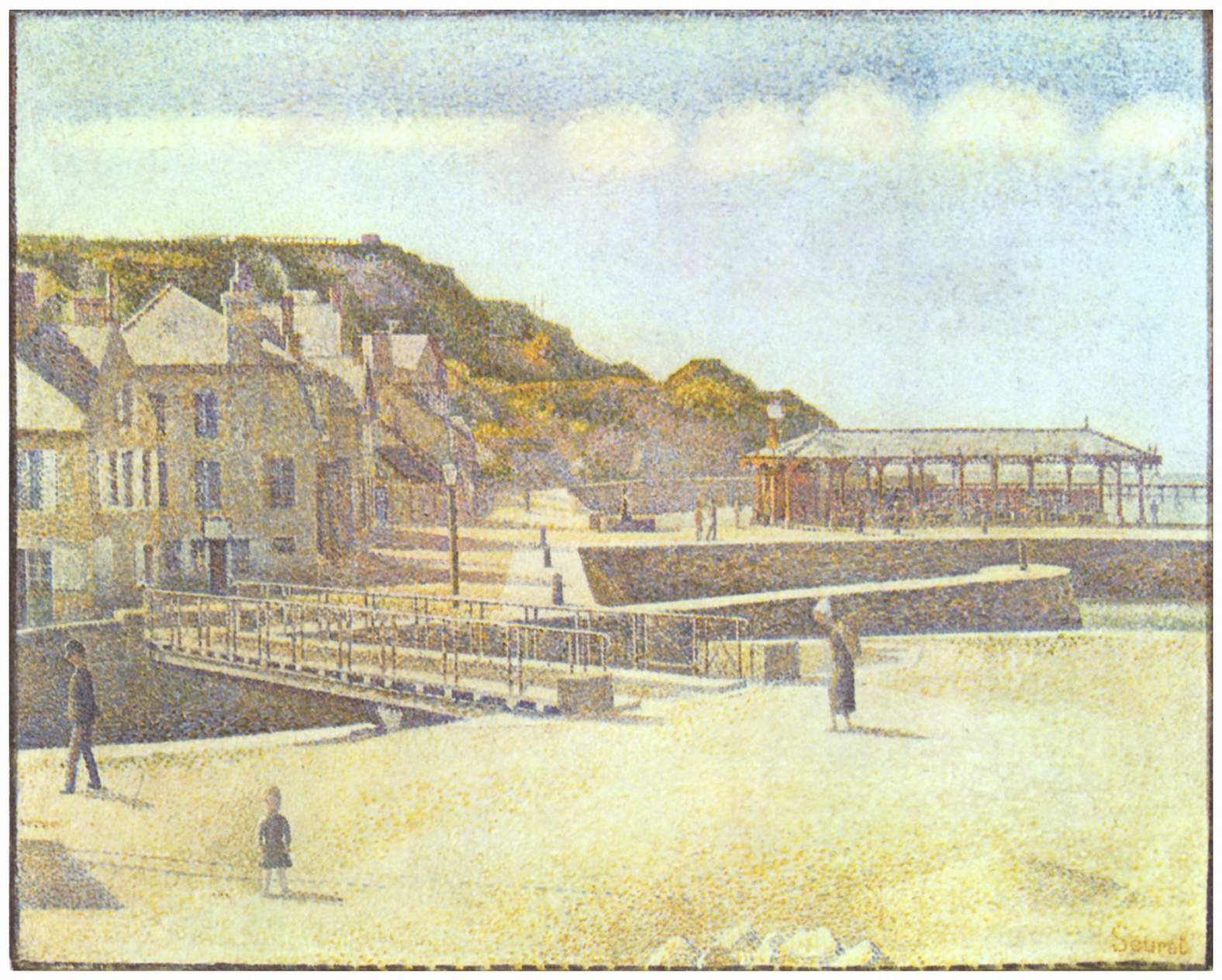
Georges Seurat
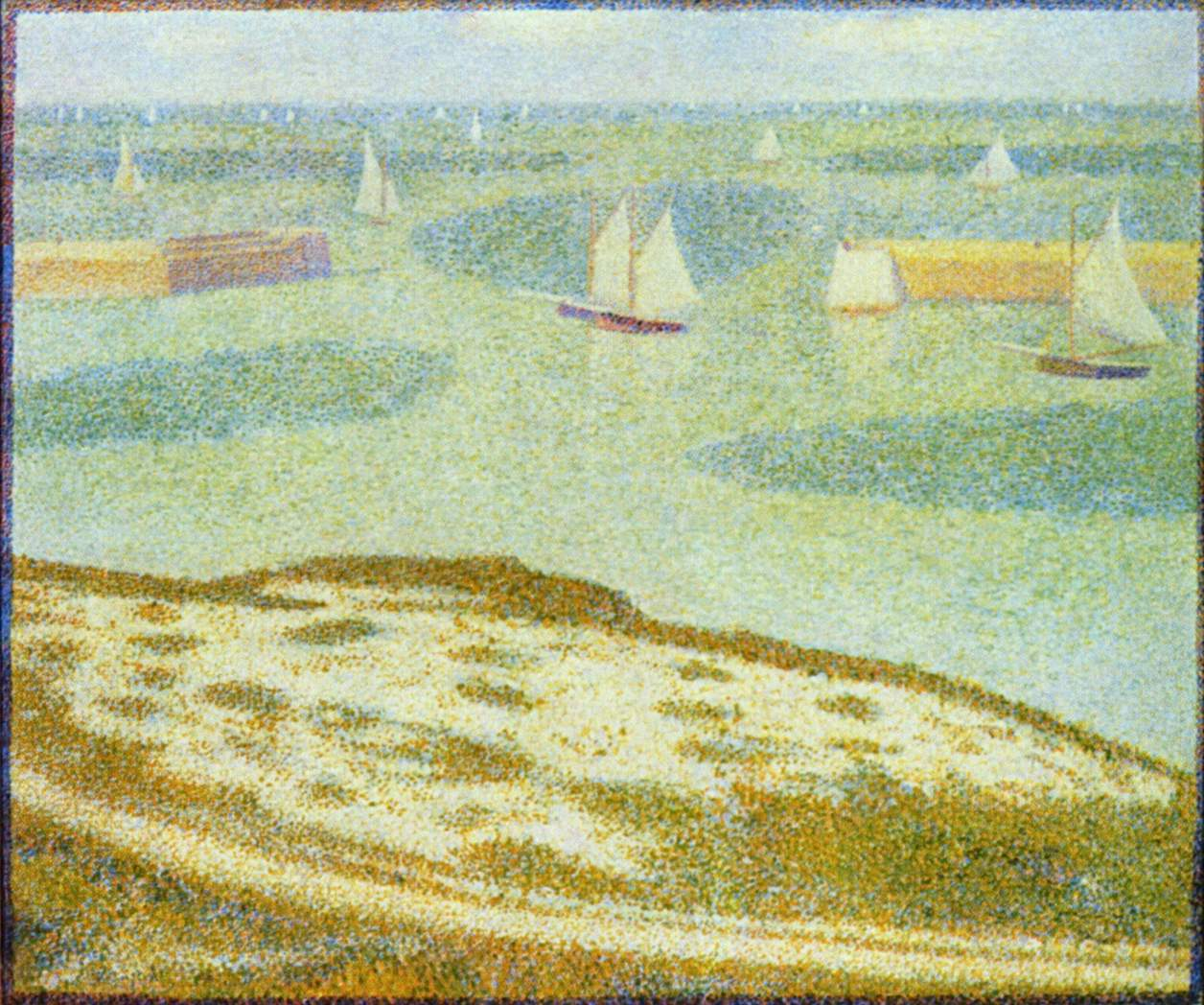
Georges Seurat
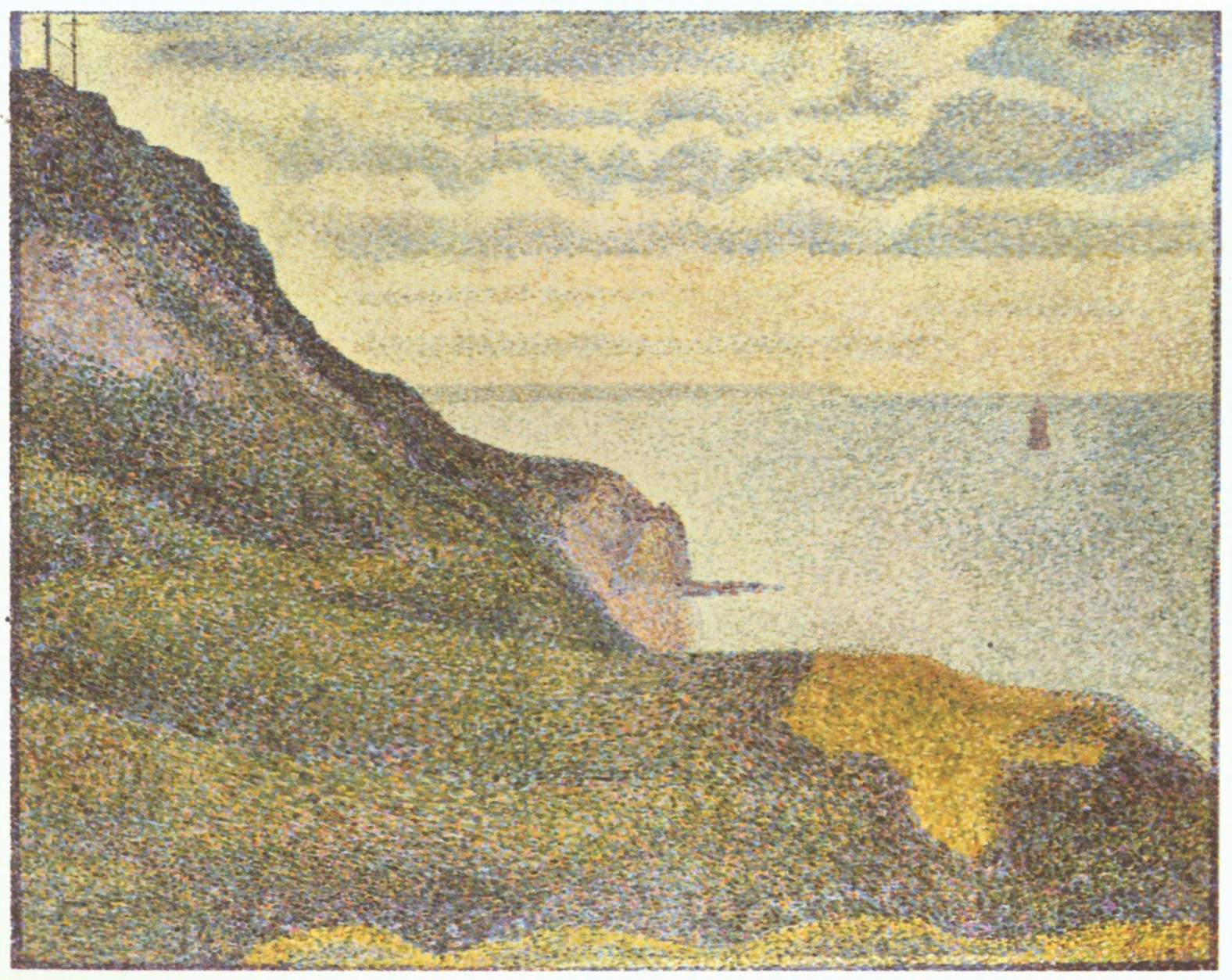
Les grues et la percée à Port-en-Bessin de Georges Seurat
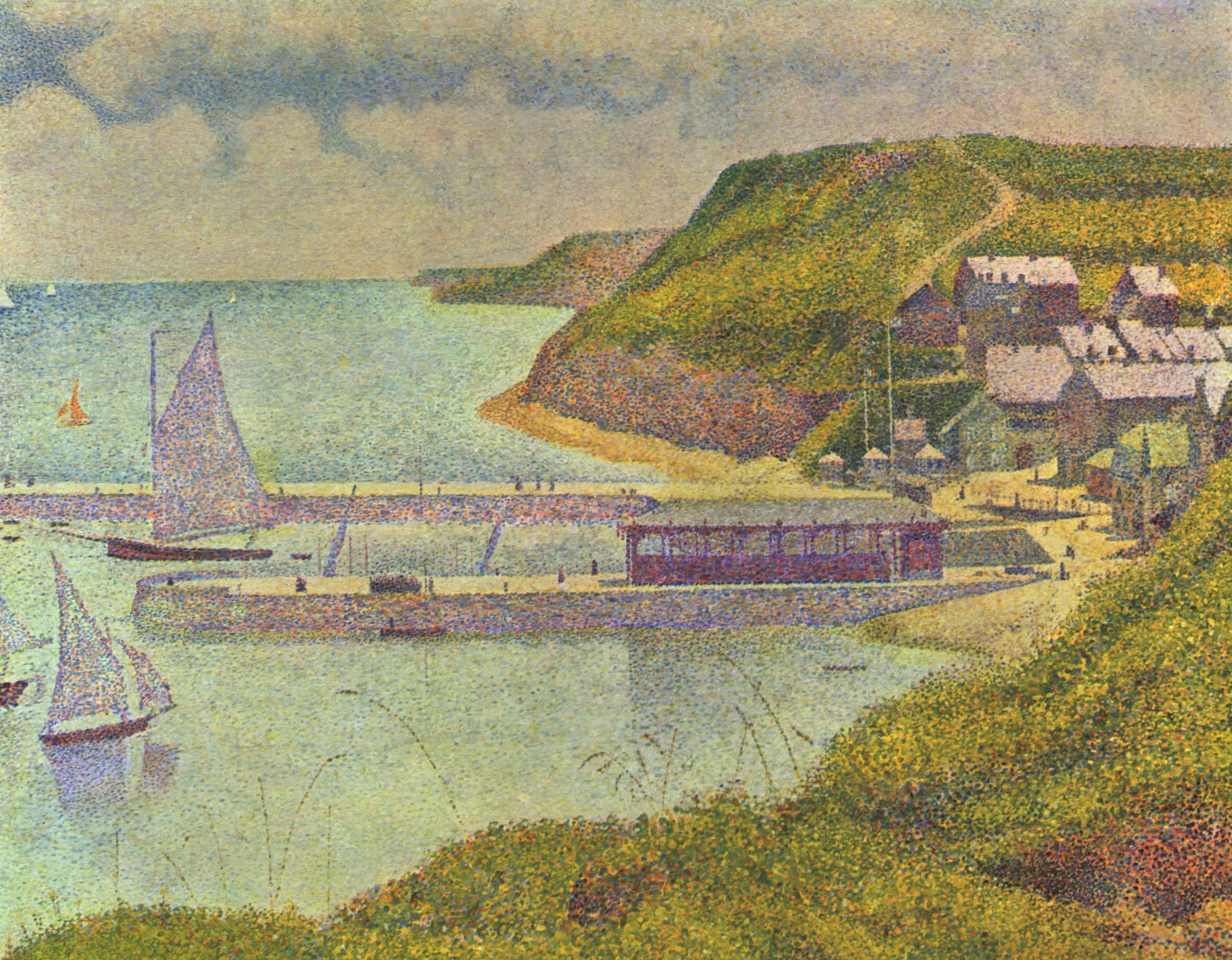
Georges Seurat
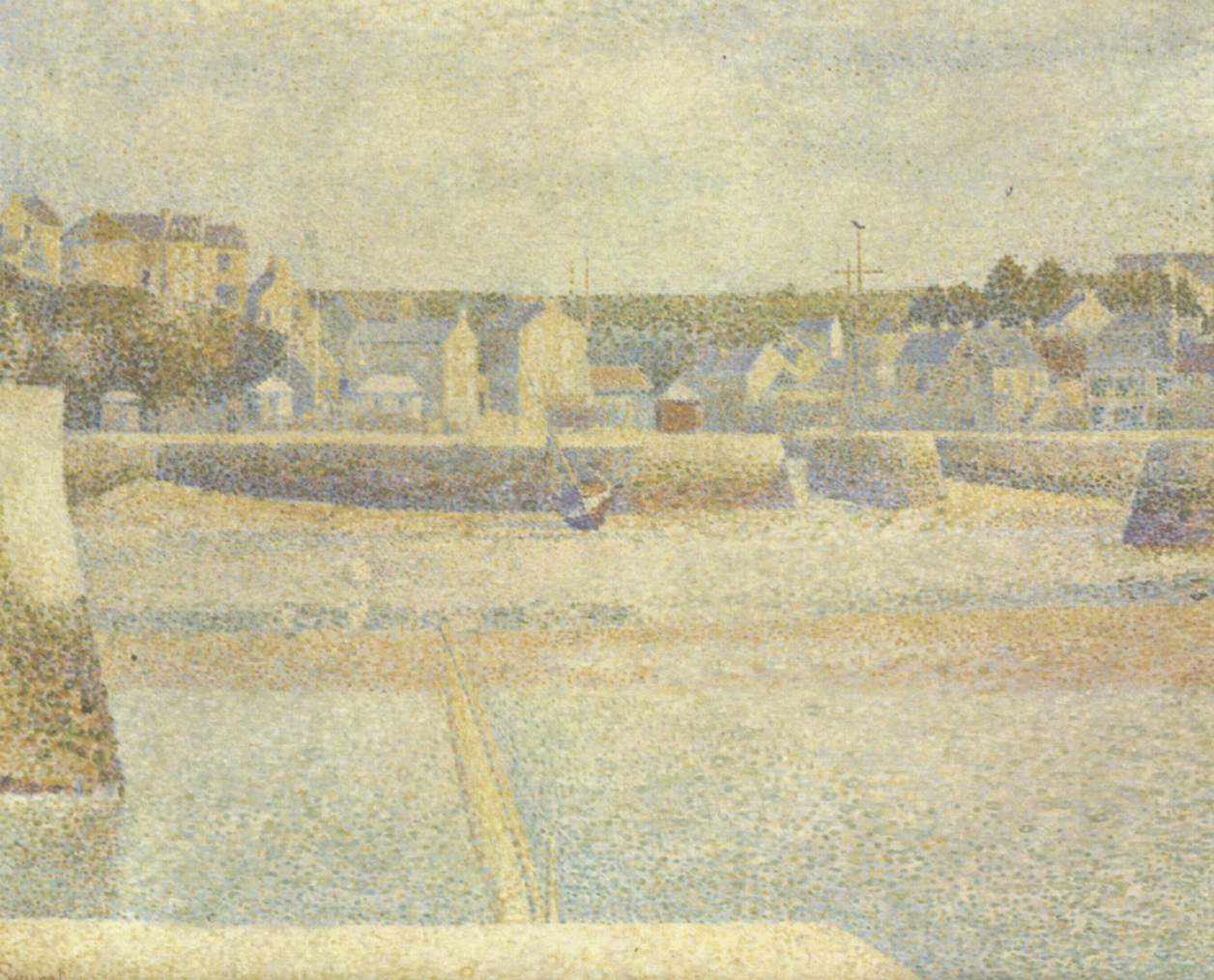
Georges Seurat
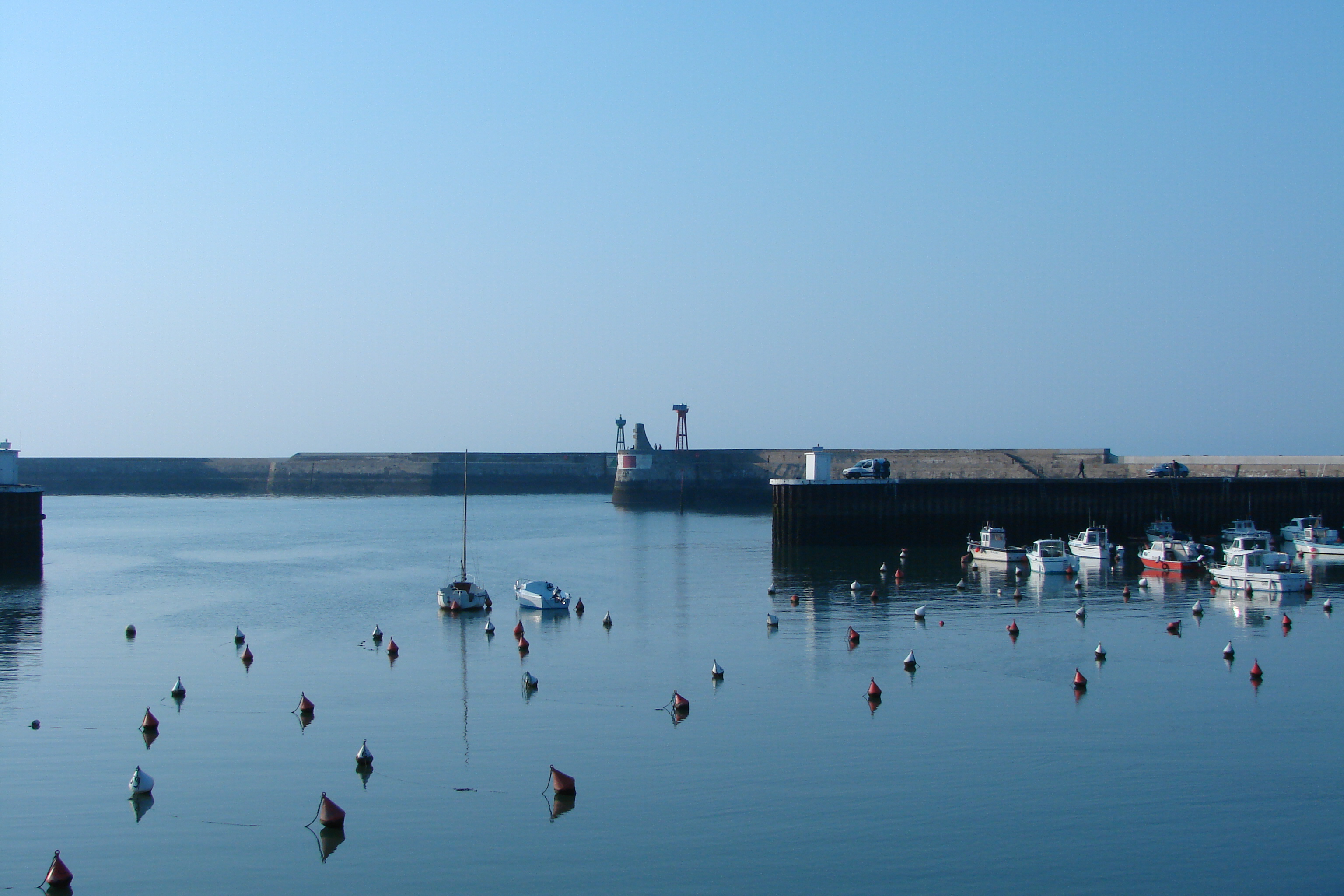
Le port

### Articles connexes
- Xã của tỉnh Calvados